# Horgoš

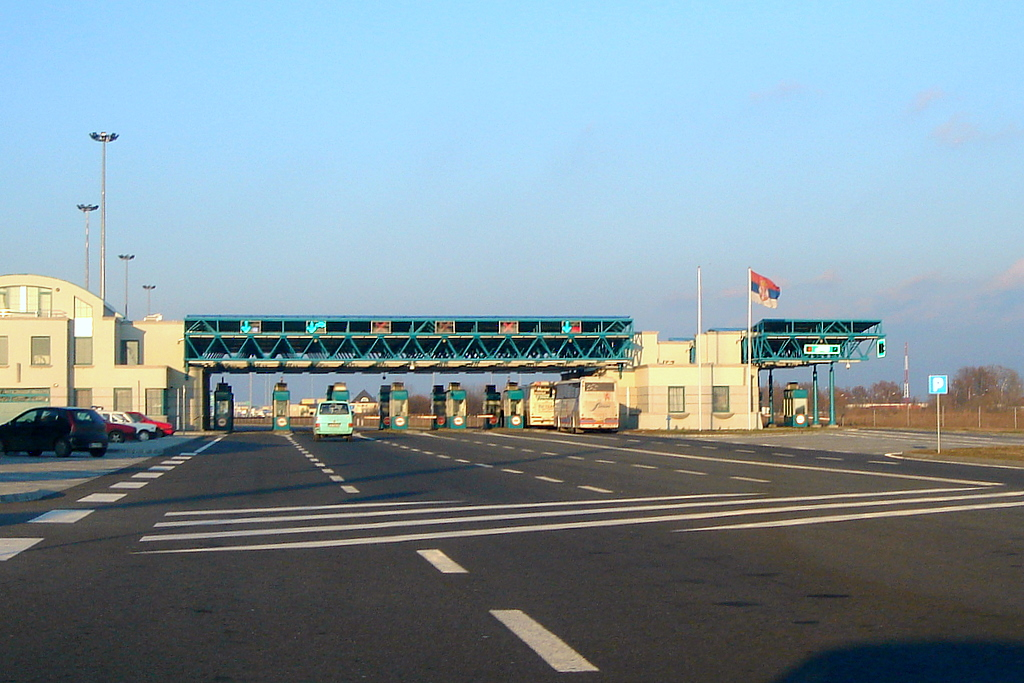
Gränsövergång på motorvägen mellan Serbien och Ungern

Horgoš (serbiska kyrilliska: Хоргош, ungerska: Horgos) är en ort i norra Serbien i provinsen Vojvodina, nära gränsen mellan Serbien och Ungern. Nära orten ligger den flitigast använda gränsövergången mellan dessa länder. Denna gränsövergång finns på den viktiga motorvägen mellan Belgrad och Budapest.
Horgoš hade år 2002 6 325 invånare. Majoriteten utgörs av ungrare.